# Тар
Тар (от перс. تار‎ — «струна», «нить») —  струнный щипковый (плекторный) музыкальный инструмент. Распространён в Иране, Азербайджане, Армении, Грузии, Дагестане, Турции, Таджикистане, Узбекистане и других странах Ближнего Востока.

## Этимология
Слово тар происходит от перс. [tār] تار ‎ — «струна», «нить». Данную этимологию инструмента приводят такие издания, как «Энциклопедия Британника», «Словарь этнографических терминов» (1999 г.), «Энциклопедический словарь» (2009 г.).

## Строение тара
Тар выдалбливается из дерева в форме, напоминающей гитару. Имеет корпус в виде двух чаш из тутового дерева, затянутых заменяющей деку мембраной из животного пузыря или рыбьей кожи, длинную шейку и головку из орехового дерева. На грифе — 22 основных навязных ладка и 2-3 дополнительных камышовых, наклеенных у корпуса. Основные лады фиксируются вставными деревянными колышками, находящимися в специальном желобке шейки.
Расстояния между ладками (парде́, транслитерация перс. [pardeh]‎) включают микрохроматические (менее полутона) интервалы. Звук извлекается роговым плектром.
Существуют две модификации инструмента: иранский тар (более древний 6-струнный инструмент) и азербайджанский (или кавказский) тар (11-струнная модификация иранского тара, возник в XIX веке).

## Азербайджанский тар
Современный азербайджанский тар (азерб. tar) — 11-струнный (число струн увеличилось благодаря хорным удвоениям); басовые (главным образом бурдонные) одинарные струны находятся в центре, мелодические — парные, основные и дополнительные (последние используются только в каденциях) расположены по краям. Парные струны имеют постоянную настройку, одинарные — переменную (в зависимости от жанра и лада исполняемой пьесы, в том числе в мугамах).
Тар был обновлен азербайджанским музыкантом-конструктором Садыхджаном (Мирза Садыг Асад оглы), жившим в XIX веке и получившим в Азербайджане прозвище «отец тара». Он реконструировал и усовершенствовал щипковый тар: к слабо звучащему пятиструнному инструменту прибавил шесть струн и количество парде (в пределах октавы) довёл до семнадцати, добавив парде, необходимые для мугамного звукоряда Забул, а к мугаму Мирза Гусейн Сегях — звуки мугама Мухалиф. Для увеличения резонанса Садыхджаном были добавлены хоры (резонирующие струны) в верхнем регистре и введён исполнительский стиль лал бармаг (стиль «немого пальца»). Этот азербайджанский тар стал широко использоваться на Южном Кавказе, в Дагестане, Средней Азии, Турции и других странах Ближнего Востока.
Современные обмеры исторических экземпляров азербайджанского тара, фиксирующие разнообразие доступных для извлечения музыкальных интервалов (в том числе микрохроматических), по мнению исследователей свидетельствуют о таком же разнообразии ладовых звукорядов мугама.
5 декабря 2012 года азербайджанское искусство исполнения на таре и мастерство его изготовления было включено в список нематериального культурного наследия ЮНЕСКО.

### Настройка и нотация
Наиболее распространённая (одна из 13) настройка тара: c1, c1; g, g; c1; c; g; g1; g1; c1, c1;. Хроматический звукоряд тара включает 2,5 октавы. Диапазон инструмента охватывает звуки от «до» малой октавы до «соль» второй октавы, но при игре можно также взять звуки «ля» и «ля бемоль».
Музыкальные партии для исполнения на таре создаются в меццо-сопрановом ключе.

### Применение
Тар — исключительно виртуозный инструмент, используется как сольный, в ансамблях.
Наигрыши на таре, как правило, представляют собой мелодию, исполняемую обычно на двух струнах в унисон (иногда на одной; тогда вторая становится резонирующей) и опирающуюся на эпизодически включаемые аккорды. Нижний регистр тара — густой, насыщенный, бархатистого тембра, верхний — звонкого, серебристого.
В азербайджанской музыке тар, в основном, использовался как ведущий инструмент в составе так называемого мугамного трио ханенде (певца), которое включало также кяманчу и гавал. Тар и в составе такого мугамного трио, и в виде сольного инструмента, до настоящего времени продолжает играть исключительную роль в мугамном искусстве, являющимся традиционным и популярным жанром в Азербайджане.

### Тар в XX веке
XX век ознаменовывается новым расцветом исполнительства на таре. К примеру, в 1931 году по инициативе Узеира Гаджибекова был создан первый нотный оркестр народных музыкальных инструментов, в котором тар занял ведущее место. Технические и художественные возможности тара были ещё более расширены благодаря школе нотного исполнительства на национальных инструментах, также основанной Узеиром Гаджибековым.
Тар входит в число тех редких национальных музыкальных инструментов, для которых специально пишутся музыкальные произведения. В начале XX века в азербайджанской музыке появился новый жанр «мугамной оперы», создателем которого был Узеир Гаджибеков. Во всех мугамных операх вокальные партии исполнялись в сопровождении тара.
Азербайджанскими композиторами написан целый ряд крупных произведений, в том числе, концертов для тара с оркестром.

### Способы исполнения
Тар во время исполнения держат у груди в горизонтальном положени. Корпус инструмента прижимается к груди кистью правой руки. Плектр зажимается между большим и указательным пальцами той же руки и приводит струны в колебание. Гриф зажимается между большим и указательным пальцами левой руки, одновременно с чем указательный, средний и безымянный пальцы, прижимая струны к различным ладам, обеспечивают звучание. В ходе игры на таре технические и художественные возможности  инструмента реализуются с помощью трелей и различных приемов плектрного удара.
В современной практике исполнительства на таре создана целая система исполнительских штрихов, в их числе, «уст — мизраб» (удар плектром сверху), «алт-мизраб» (удар снизу), «уст — алт мизраб» (удар сверху — снизу), «алт — уст мизраб» (удар снизу — сверху), «рух мизраб» (удар справа — слева), «сантур мизраб» (удар сверху — снизу — сверху), а также дополнительные штрихи и приемы как «лал бармаг» (удар пальцем по струне), «дартма сим» (вибрато) и «сюрюшдюрма бармаг» (глиссандо).
Ударив плектром по струне и одновременно прижав тар к груди, можно добиться эффекта долго звучащего вибрирующего звука. Получаемая таким образом пауза называется «хум».

## Тар в Армении
Армянский этнограф XIX века В. Папазян записал персидское предание об индийском происхождении тара.
Изображения тара встречаются в средневековых армянских рукописях. В одной из рукописей Матенадарана, датируемая XVII веком, изображена «некая женщина, которая играет на тарапулу́зе» (арм. Կին մը, որ տարապուլուզ կու զարնէ). Слово «тарапулуз» имеет персидское происхождение и означает «маленький тар». На маленьких тарах, вероятнее всего, играли женщины.

Тар входит в состав армянских сазандарских, гусанских и ашугских музыкальных трио. Большой вклад в развитие армянского искусства игры на таре внесли музыканты Б. Меликян, А. Мелик-Агамалян, С. Сейранян и др.
Согласно Энциклопедии Ираника, азербайджанская музыка исполняется и в других регионах Кавказа, главным образом среди армян, которые переняли мугамную систему и такие музыкальные инструменты, как кеманча и тар.
По своей структуре музыкальный инструмент представляет собой двухполосной восьмеркообразный корпус, четырёхугольную головку и длинную шейку. Изготавливают его главным образом из тутового дерева. Армянский тар оснащен 11-12 струнами — стальными (белые), бронзовыми (красные), медными (желтые). Четные струны тара имеют устойчивый строй, и натянуты по левой и правой сторонам инструмента. Не четные струны по своему строю неустойчивые и натянуты по центру. Нижний регистр обширного диапазона армянского тара звучит бархатисто и мягко, а верхний регистр ярок и звонок. Совмещение широких технических возможностей тара и богатой звуковой палитры создает иллюзию оркестра. При игре, тар держа в горизонтальном положении прислоняют к груди. Озвучивают инструмент при помощи медиатора (плектра)
В 1920-е годы армянский композитор Вардан Буни создал семью таров и кеманчей (разных уровней и тембров), на основе которых был создан ближневосточный симфонический оркестр. Эти инструменты сегодня распространены в Дагестане и республиках Центральной Азии. В самой Армении эти разновидности тара хоть и не нашли широкого применения, однако баритон и контрабас закрепились в Государственном ансамбле таджикских народных инструментов в Душанбе.
Тар является самым сольным из всех инструментов в музыкальном быту армян. Сегодня в Армении тарист выступает и как солист, и в ведущий роли в ансамбле. Одним из известных исполнителей игры на таре в Армении является учёный Ованес Дарбинян.